# Кульма (притока Кільмезю)
Кульма́ (рос. Кульма) — річка в Кіровській області (Кільмезький район, Уржумський район), Росія, права притока Кільмезю.
Річка починається з болотистих лісових масивів на північ від присілку Кульма. Річка протікає спочатку на південний схід, біля присілку Байбеки повертає на південний захід. Після колишнього присілку Стара Кульма річка повертає на південь, а після прийому зліва річки Саринка повертає на південний захід і тече так до самого гирла територією Уржумського району. Береги заліснені та заболочені, русло вузьке, долина широка. Приймає багато дрібних приток, найбільші з яких ліві Сальїнка та Саринка. Впадає до Кільмезю за 6 км від її гирла в одну із її пригирлових проток.
Над річкою розташоване село Кульма Кільмезького району. Біля колишнього присілку Стара Кульма річку перетинає вузькоколійна залізниця.